# Netzanschlussvertrag
Der Netzanschlussvertrag ist in der Energiewirtschaft ein Vertrag zwischen dem Anschlussnehmer und dem Netzbetreiber (Gas- bzw. Stromnetzbetreiber). Der Anschlussnehmer ist der Eigentümer eines Objektes (z. B. eines Hauses bzw. Grundstücks), das an das Netz des Netzbetreibers angeschlossen ist. Der Netzanschlussvertrag regelt die technische Anbindung an das Netz sowie die Rechte und Pflichten der Vertragspartner.
Für die Belieferung mit Strom bzw. Gas ist allerdings ein weiterer Vertrag, der so genannte Liefer- oder Versorgungsvertrag (Gas- bzw. Stromliefervertrag), notwendig. Dieser wird zwischen einem Anbieter (Lieferant) und dem Anschlussnutzer geschlossen. Der Anschlussnutzer kann dabei dieselbe Person wie der Anschlussnehmer sein (siehe Anschlussnutzungsvertrag).

## Elektrischer Strom
Der Netzanschlussvertrag enthält unter anderem die Anschrift der Anschlussstelle, die Eigentumsgrenze, die Netzebene (eine der sieben Netz- bzw. Umspannebenen ist die Niederspannung), die Grundstücksbenutzung (Zutrittsrecht) und die Netzanschlusskapazität. Für die Netzanschlusskapazität wird von dem Anschlussnehmer in der Regel ein Baukostenzuschuss bezahlt. Die Netzanschlusskapazität ist dabei die elektrische Leistung, die der Netzbetreiber an dem Anschluss vorhält.
Sie bestimmt unter anderem die Größe der Sicherung.
Für Anschlussnehmer in Niederspannung gelten die gesetzlichen Vorgaben der Niederspannungsanschlussverordnung.